# Volkswagen Touran II
Volkswagen Touran 2er en kompakt MPV fra Volkswagen, baseret på Volkswagen Golf VII. Modellen kom på markedet i foråret 2015 og afløser den i 2003 introducerede, Golf V-baserede forgænger.
Motorprogrammet vil omfatte TSI- og TDI-motorer fra 1,0 til 2,0 liter med 115 til 190 hk.